# 日本紡績協会
日本紡績協会（にほんぼうせききょうかい、英文名称Japan Spinners' Association）は、紡績会社による業界団体。
前身は1882年設立の紡績聯合会であり、近代日本で最古の業界団体のひとつである。

## 主な事業
- 紡績業に関する調査統計・広報活動
- 政府・関係機関等に対する働きかけ
- 「ジャパン・コットン・マーク」の使用許諾

### ジャパン・コットン・マーク
日本国内で製造された綿の原糸・生地、およびそれらを使用した綿製品であることを示すマーク。綿100%の製品に使用するピュア・コットン・マークと、綿50%以上の製品に使用するコットン・ブレンド・マークの2種類がある。財団法人日本綿業振興会がマークを保有・管理し、日本紡績協会が使用許諾業務を行う。

## 会員企業
★はかつての十大紡績会社（十大紡）、☆はかつての六大紡績会社（六大紡）。
- 旭紡績
- 綾部紡績
- オーミケンシ
- 倉敷紡績 ★
- 近藤紡績所
- サイボー
- シキボウ ★
- ダイワボウホールディングス ★
- 龍田紡績
- 東洋紡 ★☆ （呉羽紡績★を合併）
- 日清紡ホールディングス ★☆
- 日東紡績 ★☆
- 長谷虎紡績
- 富士紡ホールディングス ★☆
- 丸三産業
- ユニチカ ★☆ （かつてのニチボーと日本レイヨンとが対等合併）

かつての会員
- 鐘淵紡績 ★☆

## 沿革
- 1882年（明治15年）10月 - 愛知紡績所所長岡田令高の主唱により紡績聯合会設立
- 1888年（明治21年）6月 - 第6回総会で、綿花輸入関税の免除の運動を決議。大日本紡績同業連合会と改称。
- 1890年（明治23年）11月15日-11月21日 - 臨時総会で、ふたたび綿花輸入税免除を政府に請願すること、綿糸輸出税免除・綿糸輸入税増額の請願を決議。
- 1894年（明治27年）3月6日 - ボンベイから輸入の綿花の輸送をすべて日本郵船に委託する契約を同社と締結。
- 1895年（明治28年）1月 - 首相その他へ綿花輸入税免除にかんする請願書を提出。
- 1896年（明治29年）5月6日 - 日本郵船とのボンベイ綿花回漕契約を解除し、日本郵船・P.&O.汽船など4社と連合契約を締結。
- 1900年（明治33年） - 「大日本綿糸紡績同業連合会」と改称。5月1日、第3次操業短縮を開始、月4昼夜休業。7月25日から1901年3月31日まで夜業禁止または4割休錘を実施。
- 1902年（明治35年）9月5日 - 臨時総会で、不況対策として綿糸布輸出奨励金の設定を議決、9月15日から1か月間実施。10月28日、「大日本紡績連合会」と改称。
- 1908年（明治41年）1月12日 - 第5次操業短縮を開始、むこう3か月間月5昼夜休業または休錘。ただし自己織布原糸用錘は操短免除。4月30日まで延長実施され、以後操短率変更。
- 3月1日 - 綿糸の景品付輸出奨励を実施。中国側商人のボイコットにあい失敗、1909年1月1日より奨励金制度に変更。
- 1908年（明治41年）11月1日 - 第5次操業短縮を強化、以後6か月中3か月間夜業休止、または6か月間連続2割7分5厘休錘とする。実際は1909年10月末までこの操短率で継続。
- 1909年（明治42年）11月1日 - 第5次操業短縮を緩和継続、2か月継続夜業休止または2割休錘。1910年4月30日まで実施。
- 1910年（明治43年）10月1日 - 第6次操業短縮開始、6か月間2割7分5厘休錘の予定。実際は1912年3月末まで続く。
- 1912年（明治45年）4月1日 - 第6次操業短縮を緩和して継続、6か月間月4昼夜休業、9月30日まで実施。
- 1914年（大正3年）8月1日 - 第7次操業短縮開始、月4昼夜休業、1割休錘。12月1日以降は月4昼夜休業、2割休錘。1915年8月1日以降1916年1月31日まで月4昼夜休業、1割休錘。
- 1915年（大正4年）8月30日 - 第7次操業短縮を1916年1月31日まで継続することに決定。
- 1918年（大正7年）1月1日 - 第8次操業短縮実施、1割休錘・半年間の予定で開始。12月31日まで実施。
- 1920年（大正9年）5月1日 - 第9次操業短縮実施、1か月6昼夜休業。6月15日、1か月4昼夜休業・運転時間昼夜各10時間・1割休錘に強化。8月15日、さらに1割休錘増加。9月15日、1割休錘解除。1921年12月15日全面解除。
- 1923年（大正12年）5月15日 - 紳士協定による操業基準統一実施、1か月4昼夜休業、運転時間1日昼夜各10時間以内、
- 1927年（昭和2年）5月1日 - 第10次紡績操業短縮を実施、操短率15％。11月15日から23％に強化。1929年6月30日まで継続、同日廃止。
- 1930年（昭和5年）3月3日 - 大日本紡績連合会・輸出綿糸布同業会・大阪綿布商同盟会は、インド綿布関税引上反対共同声明を発表。
- 1933年（昭和8年）6月13日 - インドの綿布関税引上げに対抗し、印綿不買を決議
- 1934年（昭和9年）1月6日 - 1月5日の日印新通商協定成立にともない印綿不買決議の撤回を表明。
- 1935年（昭和10年）8月23日 - 大日本紡績連合会・日本綿織物組合連合会・輸出綿糸布同業組合の3団体は、綿業中央協議会を設立。
- 1940年（昭和15年）11月 - 企業統合案（企業単位50万錘目標）などを決定。
- 1941年（昭和16年）3月 - 全国の紡績業を14ブロックに統合完了。
- 1942年（昭和17年）10月14日 - 大日本紡績連合会解散、東亜繊維工業会設立。
- 1948年（昭和23年） - 日本紡績協会として再結成（初代委員長堀文平）。
- 1962年（昭和37年）- 大阪府茨木市宿久庄に全寮制大阪繊維工業高等学校（現早稲田摂陵高等学校）を設立する。

## 事務局
- 本部 - 〒541-0051 大阪府大阪市中央区備後町2丁目5番8号 綿業会館内
- 東京事務局 - 〒103-0023 東京都中央区日本橋本町3丁目1番11号　繊維会館